# Zamarada variola
Zamarada variola là một loài bướm đêm trong họ Geometridae.